# Навчально-виховний комплекс № 3 (Кам'янське)
Комунальний заклад "Ліцей № 3 " Кам'янської міської ради — загальноосвітній навчальний заклад міста Кам'янсько́го Дніпропетровської області.

## Причини будівництва школи
Новозбудована школа в мікрорайоні була необхідна, щоб створити найсприятливіші умови для навчання, виховання, задоволення та розвитку освітніх потреб дітей та підлітків вулиць Матросова, Алтайська, 8 Березня, Богдана Хмельницького. Будівництво школи виконувалося швидкими темпами, інтенсивно, і через 11 місяців, 01.09.1987 року вона була відкрита. Загальна площа закладу — 8413,5  м 2.  Проектна місткість — 1210 учнів. У закладі функціонує 52 кабінети, 1 спортзали.

## Історія
Середня загальноосвітня школа № 3 була відкрита 1 вересня 1987 року в якій почали навчатися 2725 учнів в 68 класах. Першим директором школи став Гончар Леонід Михайлович, учитель української мови та літератури, спеціаліст вищої категорії, «вчитель — методист», «Відмінник освіти України», який очолював школу 23 роки.
З 2010 року заклад очолює Нагай Людмила Володимирівна, вчитель історії, спеціаліст вищої кваліфікаційної категорії, «учитель — методист», «Відмінник освіти України».
З 01 липня 2011 року середня загальноосвітня школа № 3 змінила свій статус і перейменована на комунальний заклад «Навчально-виховний комплекс „Загальноосвітній навчальний заклад — дошкільний навчальний заклад“ № 3 м. Дніпродзержинська» Дніпродзержинської міської ради.
З 01 вересня 2011 року на базі закладу функціонує дошкільне відділення, яке забезпечило дошкільну освіту для 80 дітей мікрорайону. Це суттєво покращило питання охоплення дошкільною освітою великого  мікрорайону міста.
З 1 вересня 2011 року  вперше у місті відкрито корекційний клас для дітей, які потребують особливого психолого–педагогічного супроводу.
Школа тісно співпрацює з Дніпродзержинським професійним ліцеєм. З 01 вересня 2012 року заклад входить до складу освітнього округу «Профорбіта», що дає змогу  учням старшої школи здобувати профільну освіту, отримувати диплом державного зразка за напрямами: кухар, оператор комп'ютерного набору, водій.

## Педагогічний колектив
На сьогодні (2016 р.) в закладі працює 61 педагогічний працівник. Серед них 3 ветерани педагогічної праці:
Денисенко Ніна Василівна — вчитель фізики, педстаж — 40 років, «старший учитель»;
Расторгуєва Наталія Федорівна — вчитель початкових класів, заступник директора з НВР, «учитель — методист», педстаж — 41 рік;
Сівідова Тамара Василівна — вчитель фізичної культури, педстаж- 37 років спеціаліст вищої категорії, «учитель — методист».
Педагогічні працівники мають:
- Вищу освіту 60 чол.
- Вищу кваліфікаційну категорію 34 чол.
- Педагогічне звання «старший учитель» 8 чол.
- «Учитель — методист» 14 чол.

Нагороджені:
- Знаком «Відмінник освіти України» — 3;
- Подякою міського голови — 15;
- Відзнакою міського голови — 2.

У закладі працює — 3 випускники школи (Задьора Т. Г., Марінчук Д. В., Назаренко О. В.)

## Наші досягнення
У 2013 році заклад нагороджений Дипломом за участь у Міжнародній виставці «Сучасні заклади освіти — 2013» (м. Київ).
З 2012 року заклад  активний учасник обласного науково–педагогічного проекту "Обласна електронна школа «Школа, відкрита для всіх».
Заклад співпрацює з Павлишською загальноосвітньою школою ім. В. О. Сухомлинського. До 95-річчя відомого педагога проведені сумісні педагогічні читання «В. О. Сухомлинський у діалозі з сучасності: сходинки до успіху».

## Творчий портрет школи
В 1987 році, в школі вперше в місті введені уроки хореографії, що дало змогу створити дитячий хореографічний ансамбль «Слов'яночка», котрий відомий в місті, області (керівник Велика Поліна Олександрівна)..Даний ансамбль є переможцем міського фестивалю дитячої творчості «Віват, талант!», присвяченого 260-річчю Дніпродзержинська, міського та обласного конкурсів — оглядів дитячої творчості. Ансамбль — дипломат Міжнародного конкурсу польської культури, який відбувся у м. Пшедбужі, Польща, 2013 р.

## Спортивні досягнення
Школа пишається спортивними  досягненнями своїх вихованців:
- Лідовський Віталій — випускник НВК, кандидат в майстри спорту, чемпіон світу, дворазовий чемпіон Європи, багаторазовий переможець чемпіонатів України та області з кікбоксингу;
- Шешин Костянтин — випускник НВК, кандидат в майстри спорту, п'ятиразовий чемпіон України, неодноразовий чемпіон міжнародних, республіканських, обласних турнірів з кікбоксингу;
- Харитонов Олег — чемпіон світу, багаторазовий призер республіканських, обласних змагань з кікбоксингу, абсолютний чемпіон Бахчисарайської області 2008 р

.
Спортивні команди учнів школи -  переможці міських змагань , 2015—2016 років з баскетболу, «Стартів надій», естафет, стрітболу та  «Ігрів чемпіонів».
Шкільна команда «Молода Січ»- постійний учасник Всеукраїнської дитячо-юнацької військово-патріотичної гри «Сокіл» («Джура»).

## Алея слави
За роки свого існування 1108 учнів тут отримали атестати про середню освіту, із них закінчили школу із золотою медаллю — 18 учнів, срібною — 7.
Школа пишається своїми випускниками, такими як:
- Квак Валентин Якович — завідувач хірургічним відділенням дитячої лікарні № 98 м. Києва;
- Вітютін Євген Юрійович — голова правління ПАТ ДДТЕЦ;
- Полинько Світлана Миколаївна — директор мережі магазинів «Онікс» м. Дніпродзержинська;
- Куцевол Віктор Олександрович — заступник начальника Верхньодніпровського райвідділу міліції;
- Ратушний  Валерій Григорович — міська податкова інспекція;
- Лахметкіна Ірина Сергіївна  і Гончар Анастасія Леонідівна — диктори телерадіокомпанії «МІКомп»;
- Карпенко Денис Леонідович — викладач Дніпродзержинського технічного університету;
- Шуляк Дмитро Вікторович — артист ансамблю П  Вірського м. Київ.

Плідно працюють після закінчення навчальних закладів на педагогічній ниві 14 випускників  закладу, в державних структурах на різних посадах працює 43 випускники.